# Georg Wilhelm (Braunschweig-Lüneburg)

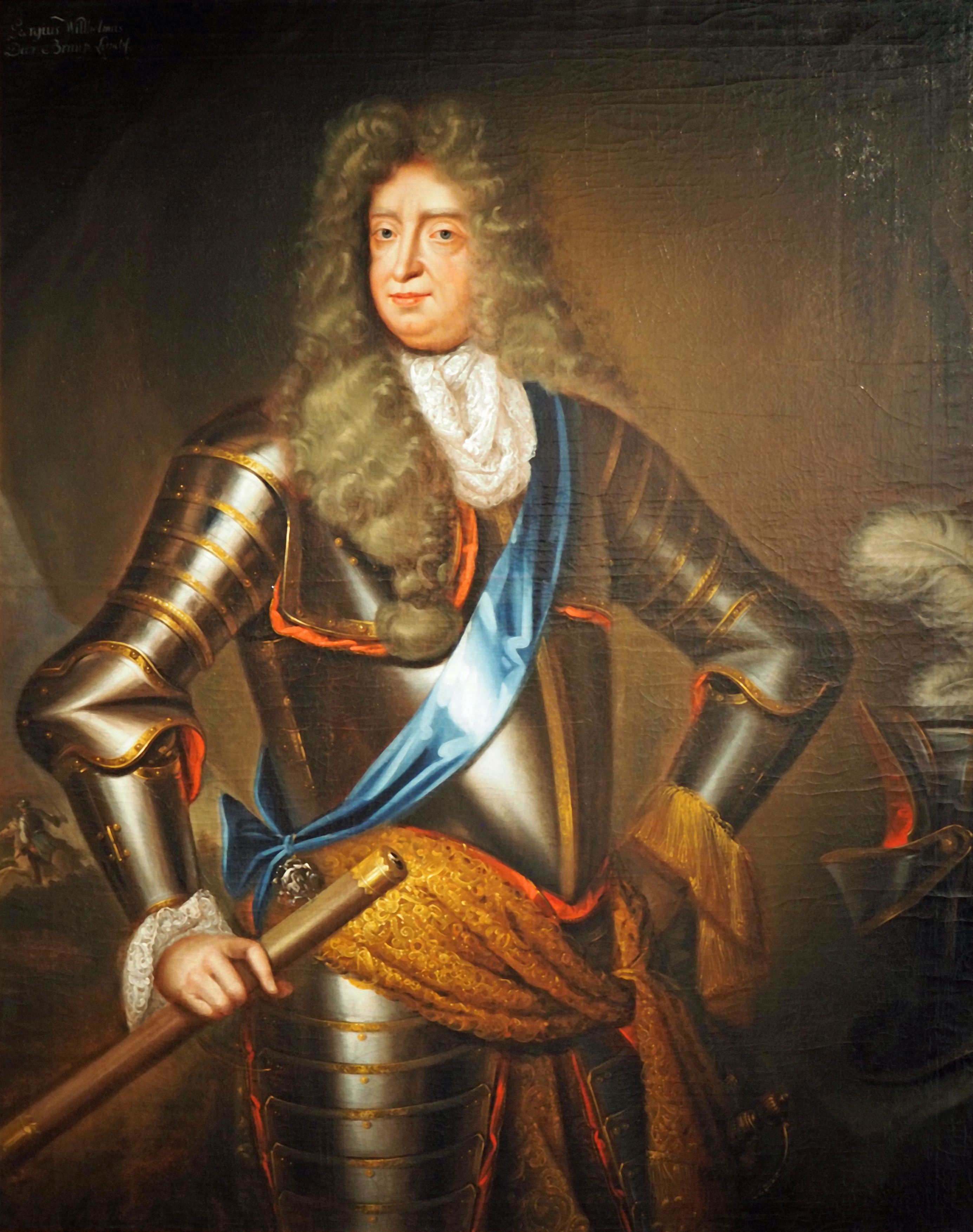
Georg Wilhelm von Braunschweig-Lüneburg (um 1690)

Georg Wilhelm, Herzog zu Braunschweig-Lüneburg (* 26. Januar 1624 im Schloss Herzberg am Harz; † 28. August 1705 in seinem Jagdschloss in Wienhausen bei Celle) war von 1648 bis 1665 Fürst des Fürstentums Calenberg und von 1665 bis zu seinem Tode regierender Fürst des Fürstentums Lüneburg.

## Leben

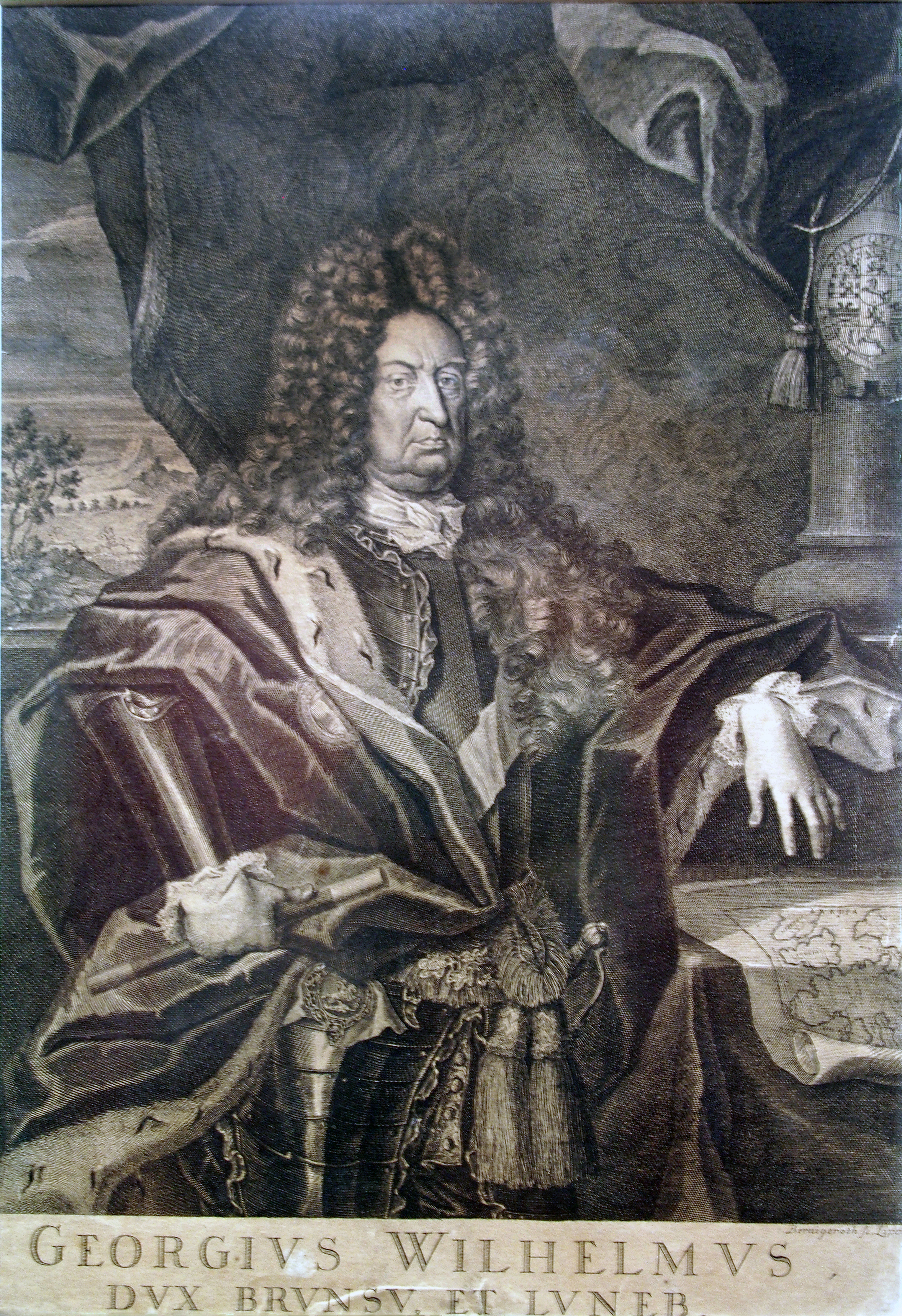
Herzog Georg Wilhelm von Braunschweig-Lüneburg

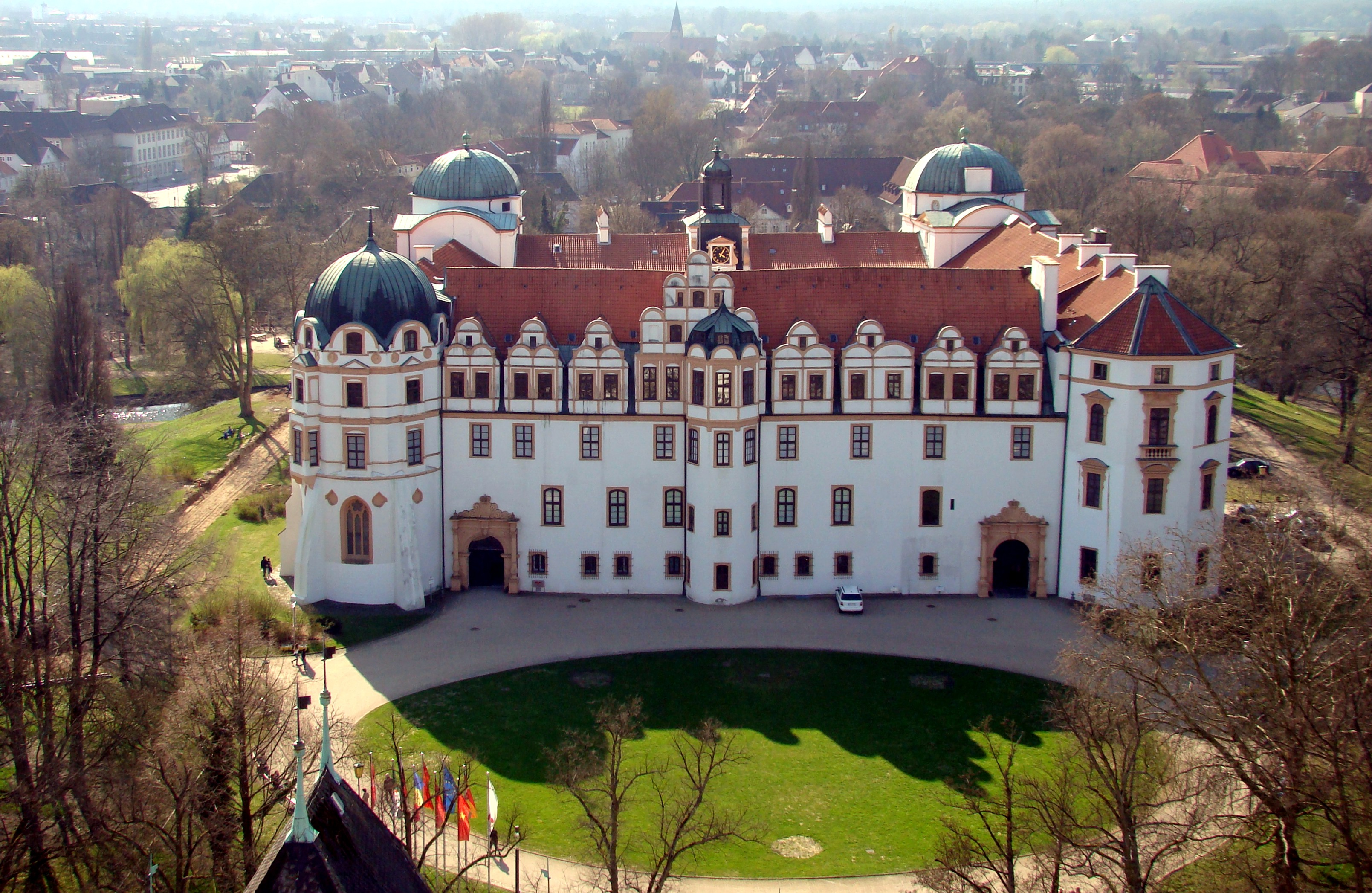
Das Celler Schloss

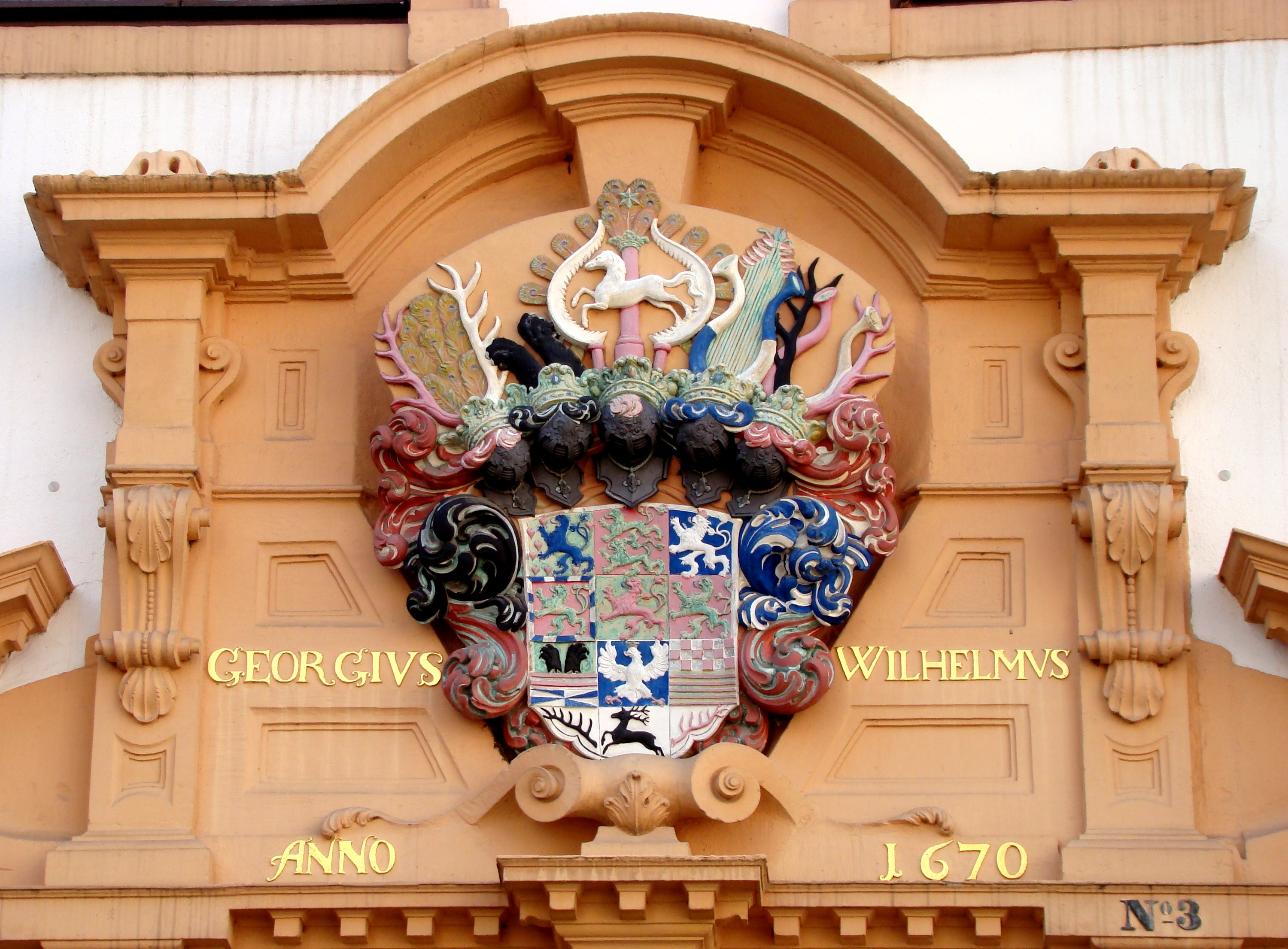
Wappen Georg Wilhelms im Innenhof des Celler Schlosses

Georg Wilhelm wurde als zweiter Sohn des Herzogs Georg von Braunschweig und Lüneburg-Calenberg (1582–1641) geboren. Er studierte in Utrecht und unternahm ausgedehnte Reisen, insbesondere verbrachte er fast jeden Winter in Venedig.
Nach dem Tod des Vaters 1641 folgte diesem der älteste Sohn Christian Ludwig als Regent im Fürstentum Calenberg nach, wo mit dem Vater 1636 die Lüneburger Linie der Welfen die Herrschaft angetreten hatte. Als der Onkel Friedrich, Fürst von Lüneburg, 1648 starb, übernahm Christian Ludwig die Herrschaft im Fürstentum Lüneburg und überließ seinem Bruder Georg Wilhelm das Fürstentum Calenberg mit der Residenz im Leineschloss in Hannover. Diese Herrschaftswechsel in den welfischen Teilfürstentümern nach Primogenitur hatte der Vater in seinem Testament angeordnet. Georg Wilhelm regierte dort nun von 1648 bis 1665. Auf Georg Wilhelm gehen etliche Bauten in der Stadt Hannover und Verbesserungen der Stadtbefestigung zurück. Er ließ 1652 außerdem den Küchengarten in Linden bei Hannover anlegen.
1656 drängten ihn die Calenberger Landstände, sich zu verloben, da keiner der vier Brüder bislang Kinder hatte. Auf seiner alljährlichen Winterreise zum Karneval in Venedig, die er gemeinsam mit seinem jüngsten Bruder Ernst August unternahm, hielt er im Herbst 1656 in Heidelberg um die Hand der Prinzessin Sophie von der Pfalz an. Nach seiner Rückkehr schob Georg Wilhelm die geplante Hochzeit jedoch auf unbestimmte Zeit auf, zum Befremden von Sophie und ihrem Bruder, Kurfürst Karl Ludwig von der Pfalz. Grund war, dass Georg Wilhelm sich in Venedig eine venerische Infektion zugezogen hatte. In Sophies Worten „übte das libertinäre Venedig unüberwindliche Reize auf ihn aus“ und „die erstbeste Kurtisane... versetzte ihn augenblicklich in einen für eine Heirat sehr unvorteilhaften Zustand“. Indem er seinen Bruder Ernst August überredete, an seiner Stelle die (für damalige Verhältnisse als 28-Jährige schon etwas ältliche) Braut zu nehmen, suchte er die Ehre des Hauses zu retten. Zugleich gab Georg Wilhelm gegenüber seinem Bruder ein Eheverzichtsversprechen ab, damit das Fürstentum Calenberg später an Ernst August fiele und dieser dadurch zu einer für die Prinzessin passenden Partie werde.
Nach Christian Ludwigs Tod 1665 übernahm Georg Wilhelm das Fürstentum Lüneburg, während er Calenberg an den nächstjüngeren Bruder Johann Friedrich weiterreichte, der sich zunächst Lüneburgs bemächtigt hatte. Nach längeren Vergleichsverhandlungen unter Vermittlung des Grafen Georg Friedrich von Waldeck erhielt Johann Friedrich jedoch zusätzlich die Fürstentümer Grubenhagen und Göttingen. Der jüngste Bruder, Ernst August, der seit 1662 als Fürstbischof von Osnabrück regierte, erhielt als Ausgleich die Grafschaft Diepholz, die bislang zu Christian Ludwigs Territorien gehört hatte. Die diversen Teilfürstentümer blieben reichsrechtlich allesamt Bestandteile des Herzogtums Braunschweig-Lüneburg, die wechselnden internen Aufteilungen dieses Territoriums durch das Welfenhaus in sogenannte „Fürstentümer“ berührten das ungeteilte Reichslehen als solches nicht. Daher führte Georg Wilhelm, ebenso wie seine Brüder, auch stets den Titel Herzog zu Braunschweig und Lüneburg, den auch die Mitglieder der älteren Linie des Welfenhauses führten, die das Fürstentum Braunschweig-Wolfenbüttel regierte. Ernst August, seit 1662 protestantischer Fürstbischof von Osnabrück, trat 1679 – nach dem Tod Johann Friedrichs – die Herrschaft im Fürstentum Calenberg an, das 1692 zum Kurfürstentum aufgewertet wurde.
Georg Wilhelm lebte nun seit 1665 als sogenannter „Heideherzog“ auf Schloss Celle, das er weiter ausbauen ließ. Im Schwedisch-Brandenburgischen Krieg nahm er von 1675 bis 1676 am Feldzug gegen Bremen-Verden als Oberbefehlshaber auf alliierter Seite gegen die Schweden teil. Im Französisch-Niederländischen Krieg von 1672 bis 1678 stellten sich Georg Wilhelm und Ernst August auf die Seite der Holländer, während Johann Friedrich die Franzosen unterstützte. 1675 waren die beiden Ersteren beteiligt am Sieg über die Franzosen in der Schlacht an der Konzer Brücke. Bald darauf gelang ihnen nach der Belagerung von Trier die Gefangennahme des französischen Marschalls François de Créquy.
Seit 1664 hatte Georg Wilhelm eine Mätresse, die Französin Eleonore d’Olbreuse (1639–1722). Sie war eine Hugenottin aus altem, aber niederem französischem Adel. Entgegen seinem Eheverzichtsversprechen heiratete er sie Ende April 1674 in morganatischer Ehe, also „zur linken Hand“. Dies war für seinen Bruder Ernst August zunächst kein Problem, da etwaige Kinder aus einer solchen Ehe reichsrechtlich nicht lehnsfähig für die vom Kaiser ausgehenden reichsfürstlichen Landeslehen waren und damit Ernst Augusts Nachfolge im Fürstentum Lüneburg nicht gefährdet war, was vom Kaiser und den Lüneburger Ständen bestätigt wurde. Die stolze Eleonore drängte ihren Mann aber, ihre reichsrechtliche Anerkennung „als ebenbürtig“ zu erwirken, zumal sie von der Celler Regierung unter Leitung des Kanzlers Johann Helwig Sinold genannt Schütz faktisch bereits wie eine Herzogin behandelt wurde. Eleonore wurde daher 1674 durch einen Gnadenakt des Kaisers Leopold I. zur „Gräfin von Harburg und Wilhelmsburg“ erhoben. Dazu wurde eigens für sie die Allodialherrschaft Harburg-Wilhelmsburg geschaffen. Das Harburger Schloss war eine alte welfische Grenzfestung an der Elbe, der heutige Hamburger Stadtteil Wilhelmsburg eine nach ihm benannte Neugründung von Georg Wilhelm auf drei benachbarten Elbinseln, die er erworben hatte.

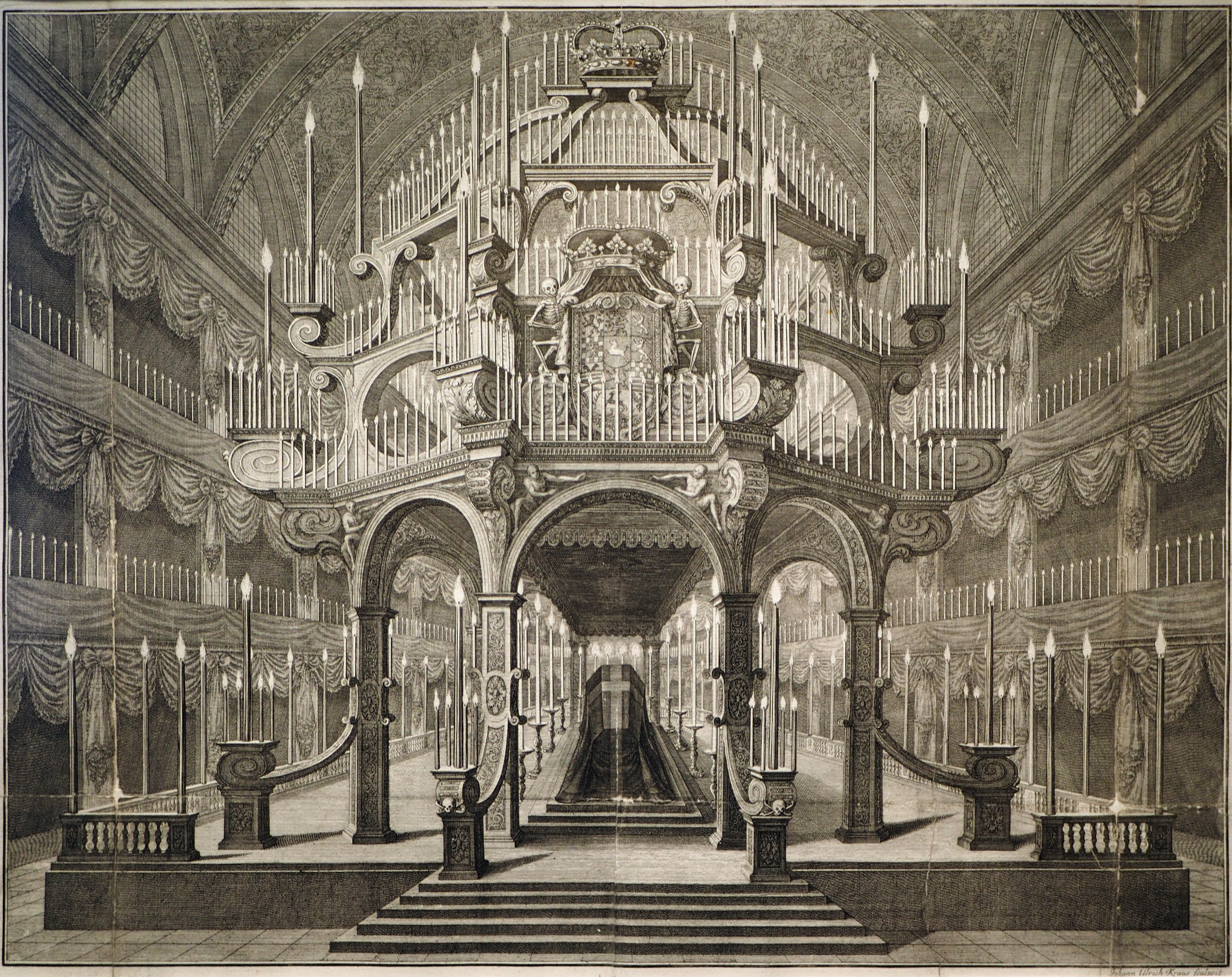
Katafalk für Herzog Georg Wilhelm, 1705, in der Celler Stadtkirche

Zwei Jahre später, 1676, fand die erneute offizielle Vermählung mit Georg Wilhelm statt, wodurch die nunmehr ebenbürtige Gräfin Eleonore und ihre Tochter zu Herzoginnen aufstiegen. Dieser zweiten Trauung blieben Ernst August und Sophie demonstrativ fern. Die bereits 1666 geborene Tochter Sophie Dorothea (1666–1726) konnte damit Erbansprüche erheben oder weitervererben, wodurch die jüngere Linie des Welfenhauses den Verlust eines bedeutenden Landesteils riskierte. Herzog Anton Ulrich von Braunschweig-Wolfenbüttel aus der älteren Linie wünschte Sophie Dorothea als Ehefrau für seinen ältesten Sohn August Friedrich zu gewinnen. Ernst August und Sophie fürchteten über Jahre, dass Eleonore (die dies sehnlich erhoffte) noch einen Sohn gebären könnte, der ihre Erbansprüche durchkreuzen würde, was indes nicht geschah. Die von Eleonore herbeigesehnte reichsrechtliche Aufwertung sollte der Tochter jedoch zum Verhängnis werden. Denn 1682 verheiratete Georg Wilhelm seine einzige Tochter mit ihrem Vetter Georg Ludwig, dem ältesten Sohn Ernst Augusts und Sophies, um dessen Erbanspruch für das Fürstentum Lüneburg abzusichern. Georg Wilhelm setzte sich mit dieser Eheschließung über den Willen seiner Tochter und seiner Ehefrau hinweg, die diese Heirat strikt ablehnten. Aufgrund dessen wurden die Fürstentümer Calenberg und Lüneburg nach Georg Wilhelms Tod im Kurfürstentum Hannover vereinigt. Doch die Ehe scheiterte spektakulär. Nach der Königsmarck-Affäre und ihrem fatalen Entschluss zur Scheidung wurde Sophie Dorothea lebenslänglich auf Schloss Ahlden interniert und daher bekannt als die „Prinzessin von Ahlden“, während ihr Mann als britischer König nach London zog.
Unter dem Einfluss seiner Frau erließ Georg Wilhelm am 7. August 1684 ein Edikt, das den erwarteten reformierten Glaubensflüchtlingen aus Frankreich im Fürstentum Lüneburg Aufnahme und Förderung versprach. Der Celler Hof wurde so zu einer großen hugenottischen Kolonie, deren meist aus Poitou stammende Angehörige rasch in Führungspositionen bei Hofe aufstiegen.

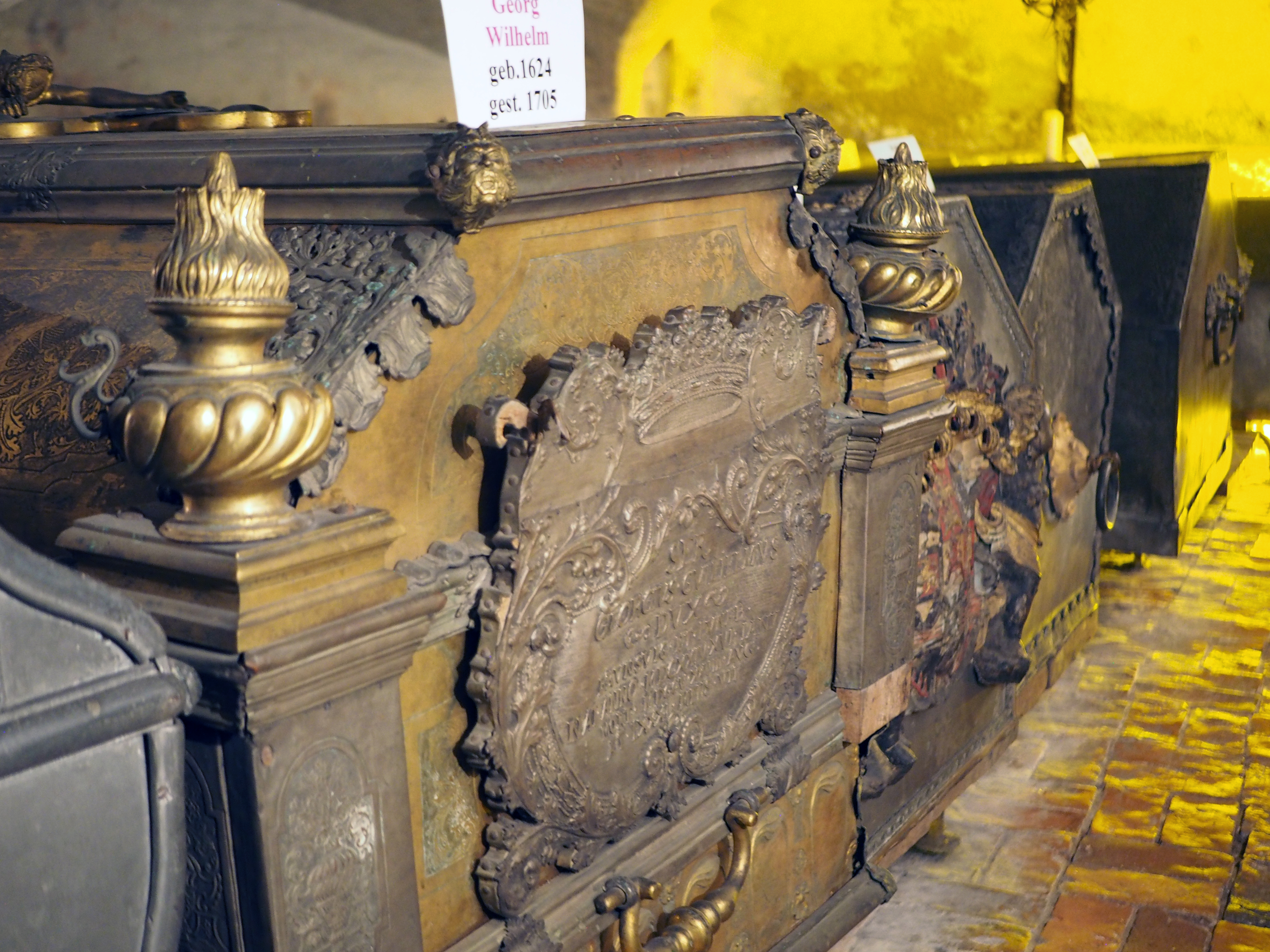
Sarg des Fürsten Georg Wilhelm in der Fürstengruft der Stadtkirche St. Marien, Celle

Georg Wilhelm wurde in der Fürstengruft in der Stadtkirche St. Marien in Celle beigesetzt.

## Illegitime Nachkommen
Der Herzog hatte mit der Griechin Zenobia Bucconlini (Zendria Buccoloni) in Venedig einen Sohn gezeugt. Dieser wurde in Venedig erzogen und als Lucas von Bucco(w) († 1727) Oberst eines Dragoner-Regiments. Er war mit der Tochter des Oberküchenmeisters Barro verheiratet. Dessen Sohn Georg Wilhelm von Bucco († 6. Juli 1740, begraben in der Nikolai-Kirche in Höxter) war seit 1704 mit einer Tochter des Brigadiers Croix de Frechapelle verheiratet. Dessen Sohn Adolf Nikolaus († 8. Mai 1764) wurde Gouverneur von Siebenbürgen.